# По, Жеральд
Поль-Жеральд-Мари-Сезар По (фр. Paul Marie Cesar Gerald Pau; 29 ноября 1848, Монтелимар — 2 января 1932, Париж) — французский генерал, представитель Франции при Царской Ставке в годы Первой мировой войны.

## Биография
Отец — Витал Эсприт Сезар По (Vital Esprit Césaires Pau), капитан 68 пехотного полка, мать — Луиза Петронилла Эйма Аллеауме (Louise Pétronille Eyma Alléaume).
Учился в Сен-Сирской военной школе (1869). Служил в пехоте. Участвовал во франко-прусской войне (1870—1871). 6 августа он был серьёзно ранен в генеральном сражении при Фроентвиллере. Потерял нижнюю часть правой руки.
24 июня 1870 года он стал кавалером Ордена Почетного Легиона.
Бригадный генерал (12.07.1897) и дивизионный генерал (07.04.1903) французской службы. С 1902 года командир 14-й пехотной дивизии в Бельфоре.
Командир 16-го армейского корпуса в Монпелье (24.06.1906 — 24.03.1907) и 20-го армейского корпуса в Нанси (24.03.1907 — 30.10.1909). Член Высшего Военного совета (30.10.1909 — 29.11.1913). В 1910 году присутствовал на больших немецких манёврах, где встречался с кайзером Вильгельмом II. В 1911 году отказался от назначения в качестве начальника штаба армии, отчасти из — за своего возраста.
31 июля 1913 года выступил в Сенате с большим докладом по закону, продлевающему на три года обязательную воинскую службу. В том же году в казармах вспыхнули волнения в знак протеста против закона о трех лет. Он объяснял эти волнения действием антимилитаристкой пропаганды. В том же году был зачислен в резерв.
10 июля 1913 г. получил Большой крест ордена Почетного легиона. 6 декабря 1913 г. — Военную медаль.

## Первая мировая война
С началом Первой мировой войны, создалось критическое положение на севере Франции. 8 августа 1914 года президент французской республики Раймон Пуанкаре записал:
«Мессими в восторге от сопротивления бельгийцев, которое дает нам возможность закончить в Мобеже работы большой важности. Губернатор несколько раз требовал кредитов, мы не могли дать ему их. Вполне естественно, наш генеральный штаб отдавал первенство нашей обороне на востоке. Но в настоящий момент север, пожалуй, подвергается наибольшей опасности. Генерал По, посланный министром осмотреть ход работ в крепости, нашел, что она недостаточно защищена, и приказал вести работы в самом спешном порядке. Понадобится дней пятнадцать, чтобы привести все в должный вид. Дадут ли нам немцы эту передышку?»
генерал Жоффр с целью исправить критическое положение, приказал 10 августа создать новую армию (Эльзасская армия) и назначил командующим генерала По (10-28.08.1914). Эльзасская армия состояла из 7 армейского корпуса, 44-й пехотной, 55-й резервоной, 8-й кавалерийской дивизий и 1-й группы резервных дивизий (58-й, 63-й, 66-й резервных дивизий), в общей сложности армия насчитывала порядка 115000 военнослужащих.

13 августа 1914 года Пуанкаре сделал следующию запись:
«Неудача, которую мы потерпели в Мюльгаузене и под Альткирхом, является не только серьёзным моральным поражением — это большой тактический промах. Одна из наших бригад неосторожно зашла вперед, не позаботившись о прикрытии, и вынуждена была отступить. Генерал По, знаменитый участник войны 1870 г., в которой он был ранен, был послан теперь для расследования этого дела в Бельфор и на границы верхнего Эльзаса. Он нашел, что необходимо немедленно применить карательные меры».
16 августа генерал По провел большое наступление по всему фронту в Эльзасе. 18 августа Пуанкаре писал:
В верхнем Эльзасе генерал По, поставленный во главе перестроившегося 7-го корпуса и четырёх резервных дивизий, с 16 августа снова прочно укрепился в Танне, Серней и Даннмари; вчера он продолжал делать успехи и попытается снова взять Мюльгаузен.
Несмотря на первоначальные успехи, армия генерала По вынуждена была отступить из-за поражений французских армий в Лотарингии. 28 августа Жофр расформировал Эльзасскую армию. Генерал По вынужден был покинуть должность. Часть войск Эльзасской армии вошла в состав 1-й армии. Основная же масса солдат была отправлена на север и стала ядром новой 6-й армии, которая позднее приняла участие в первой битве на Марне.
Глава французских военной миссии в Бельгии (05-16.10.1914), в ходе с которой встречался в Остенде с королем Альбертом I. Бельгийской армии пришлось занять территорию между Кале и Сент-Омер, со штаб — квартирой в Булони, и действовать в соответствии с руководящими требованиями французского командования.
С февраля по апрель 1915 года посетил Сербию, Грецию, Россию. Возглавлял французскую военную миссию при царской Ставке в России (29.11.1915 — 13.09.1916).
Николай II в письме из Царской Ставки от 4 января 1916 г. своей жене Александре Федоровне весьма любезно отзывался про генерала По:
«Добрый старый генерал По — прекрасный сосед за столом; мне нравится его простой правильный взгляд на вещи и прямой разговор».
Вскоре после начала Верденской операции, 19 февраля (3 марта), начальник французской военной миссии в России генерал По направил Алексееву пространное письмо, в котором изложил мнение Жоффра относительно роли России в сложившейся ситуации. Французы полагали, что наступление на Верден являлось началом решительных операций противника на их фронте. Важно было, чтобы союзники активными действиями на своих фронтах сковали силы неприятеля, лишили его свободы маневрирования. Особое значение имело наступление на русском фронте. В телеграмме Жоффра, которую дословно приводил в своем письме генерал По, говорилось: «В предвидении развития, вполне в настоящее время вероятного, германских операций на нашем фронте и на основании постановлений совещания в Шантильи, я прошу, чтобы русская армия безотлагательно приступила к подготовке наступления, предусмотренного этим совещанием». Тем самым, французские союзники повлияли на решение начать наступление гораздо ранее запланированного времени. Данное наступление началось в марте 1916 и вошло в историю под названием Нарочская операция, которая закончилась безрезультатно. с огромными человеческими жертвами для российской императорской армии.
24 мая 1915 года, в связи с вступлением в войну Италии на стороне Антанты, отправился с визитом к Верховному командованию Италии. Чрезвычайную французскую военную миссию в России при Ставке Верховного главнокомандующего возглавил генерал Жанен. Позднее генерал По поправлял свое здоровье на Кавказе.
13 августа 1916 Николай II писал императрице из Царской Ставки:
«Старый генерал По вернулся с Кавказа — у него хороший вид, сухощавый, с красивой седой бородкой. Он сегодня уезжает и надеется иметь счастье проститься с тобой!»
В связи с выступлением Румынии на стороне Антанты в августе 1916 года, генерал По работал над составлением российско-румынского договора о военном сотрудничестве.
В 1917 году генерал По занимал должность командующего армией в Верхнем Эльзасе.
Генерал По в составе французской миссии посетил Австралию, Новую Зеландию и Канаду (13.07.1918 — 01.08.1919). После войны генерал По был президентом французского Общества Красного Креста.

## Семья
7 августа 1884 года женился на Марии-Генриетте де Гунц (Marie Henriette de Guntz), которая работала инспектором военных госпиталей. В браке родились два сына: Роланд (Roland) и Мари-Эдмее (Marie-Edmée).

## Награды
- рыцарь Ордена Почетного Легиона (24.06.1870)
- офицер Ордена Почетного Легиона
- командор Ордена Почетного Легиона
- гранд-офицер Ордена Почетного Легиона
- кавалер Большого Креста Ордена Почетного Легиона (10.07.1913)
- Военная медаль (Médaille militaire, 06.12.1913)
- Памятная медаль франко-прусской войны 1870—1871 (Médaille commémorative de la guerre 1870—1871)
- Памятная медаль Первой мировой войны (Médaille commémorative de la guerre 1914—1918)
- Военный Крест 1914—1918" (Croix de guerre 1914—1918) с пальмами
- Медаль Победы 1914—1918" (Médaille de la Victoire)
- Орден Святого Александра Невского (01.03.1915, с мечами).
- Почетный казак Кисловодской станицы Кубанского казачьего войска (27.9.1916).